# Kardynałowie z nominacji Kaliksta II
Papież Kalikst II (1119–1124) mianował prawdopodobnie 21 nowych kardynałów, a nadto przywrócił godność dwóm kardynałom złożonym z urzędu przez swego poprzednika Paschalisa II w 1112:

## Nominacje w 1119
1. Romanus – kardynał diakon S. Maria in Portico, zm. 1135
2. Amicus OSB, opat S. Lorenzo fuori le mura, subdiakon S.R.E. – kardynał diakon, następnie kardynał prezbiter S. Croce in Gerusalemme (12 czerwca 1120), zm. 1122

## Nominacje 12 czerwca 1120
1. Stefano de Crema – kardynał diakon S. Maria in Cosmedin, zm. 1129
2. Odaldus – kardynał prezbiter S. Balbina, zm. 1122 (?)
3. Piotr – kardynał prezbiter S. Marcello[1], pozbawiony godności kardynalskiej w kwietniu 1139
4. Baialardus – kardynał diakon, od 1122 arcybiskup Brindisi, zm. 1144

Na tym konsystorzu Robert de Paris, pozbawiony godności kardynalskiej przez Paschalisa II w 1112, został ponownie mianowany kardynałem prezbiterem, najpierw z kościołem tytularnym S. Sabina, a następnie (10 marca 1123) ze swym dawnym kościołem tytularnym S. Eusebio (zm. ok. 1123).

## Nominacje 18 grudnia 1120
1. Sigizo – kardynał prezbiter S. Sisto[2], zm. po 1130
2. Gionata di Tuscolo – kardynał diakon Ss. Cosma e Damiano, następnie kardynał prezbiter S. Maria in Trastevere (22 lutego 1130)[2], zm. po 1130
3. Gualterius – kardynał diakon S. Teodoro, zm. 1122 (?)
4. Gerard – kardynał diakon S. Lucia in Orfea, następnie kardynał prezbiter S. Prisca (10 marca 1123), zm. 25 kwietnia 1129.

## Nominacje 10 marca 1123
1. Gilles OSBCluny – kardynał biskup Tusculum[1], w kwietniu 1139 pozbawiony godności kardynalskiej, zm. ok. 1140
2. Guilielmus – kardynał biskup Palestriny, zm. 1137
3. Gerardo Caccianemici CanReg – kardynał prezbiter S. Croce in Gerusalemme, Papież Lucjusz II (8 marca 1144), zm. 15 lutego 1145
4. Aymeric de la Chatre – kardynał diakon S. Maria Nuova, zm. 28 maja 1141
5. Giovanni Dauferio – kardynał diakon S. Nicola in Carcere, następnie kardynał prezbiter S. Pudenziana (22 lutego 1130)[3], ponownie kardynał diakon S. Nicola in Carcere (1133), kardynał prezbiter S. Pudenziana (10 marca 1134), zm. 1134
6. Gregorio Tarquini – kardynał diakon Ss. Sergio e Bacco, zm. 1145
7. Uberto Rossi Lanfranchi, kanonik kapituły w Pizie – kardynał diakon S. Maria in Via Lata, następnie kardynał prezbiter S. Clemente (6 marca 1126), od września 1133 arcybiskup Pizy, zm. 1138
8. Mateusz – kardynał diakon S. Adriano, następnie kardynał prezbiter S. Pietro in Vincoli (17 marca 1128)[1], kardynał prezbiter Ss. Silvestro e Martino (29 maja 1138), w kwietniu 1139 pozbawiony godności kardynalskiej
9. Angelus – kardynał diakon S. Maria in Domnica[2], zm. po 1130
10. Gregorius – kardynał diakon Ss. Vito e Modesto, zm. ok. 1123 (?)
11. Comes – kardynał prezbiter S. Sabina[4], następnie kardynał prezbiter S. Pietro in Vincoli (1137?), pozbawiony godności kardynalskiej w kwietniu 1139

Na tym konsystorzu Gregorio de Ceccano, pozbawiony godności kardynalskiej przez Paschalisa II w 1112, został przywrócony na urząd kardynała prezbitera Ss. XII Apostoli.